# Ralph Connor (scientifique)
Ralph Connor (1907-1990) est un chimiste américain. Il est surtout connu pour ses recherches sur la chimie organique, la catalyse, la synthèse, les explosifs et les mécanismes de réaction. 

## Biographie
Il est chef de division au sein du Comité de recherche sur la défense nationale pendant la Seconde Guerre mondiale et reçoit de nombreuses distinctions, dont la médaille Priestley de l'American Chemical Society en 1967, la médaille du roi de Grande-Bretagne pour le service dans la cause de la liberté et la médaille d'or de l'American Institute of Chemists, entre autres.